# طبس
طَبَس مرکز شهرستان طبس، شهری کویری در غرب استان خراسان جنوبی ایران است. پیش از سال ۱۳۸۰ طبس جزئی از استان خراسان بزرگ بود. طبس بزرگ‌ترین شهرستان استان خراسان جنوبی از نظر مساحت است.

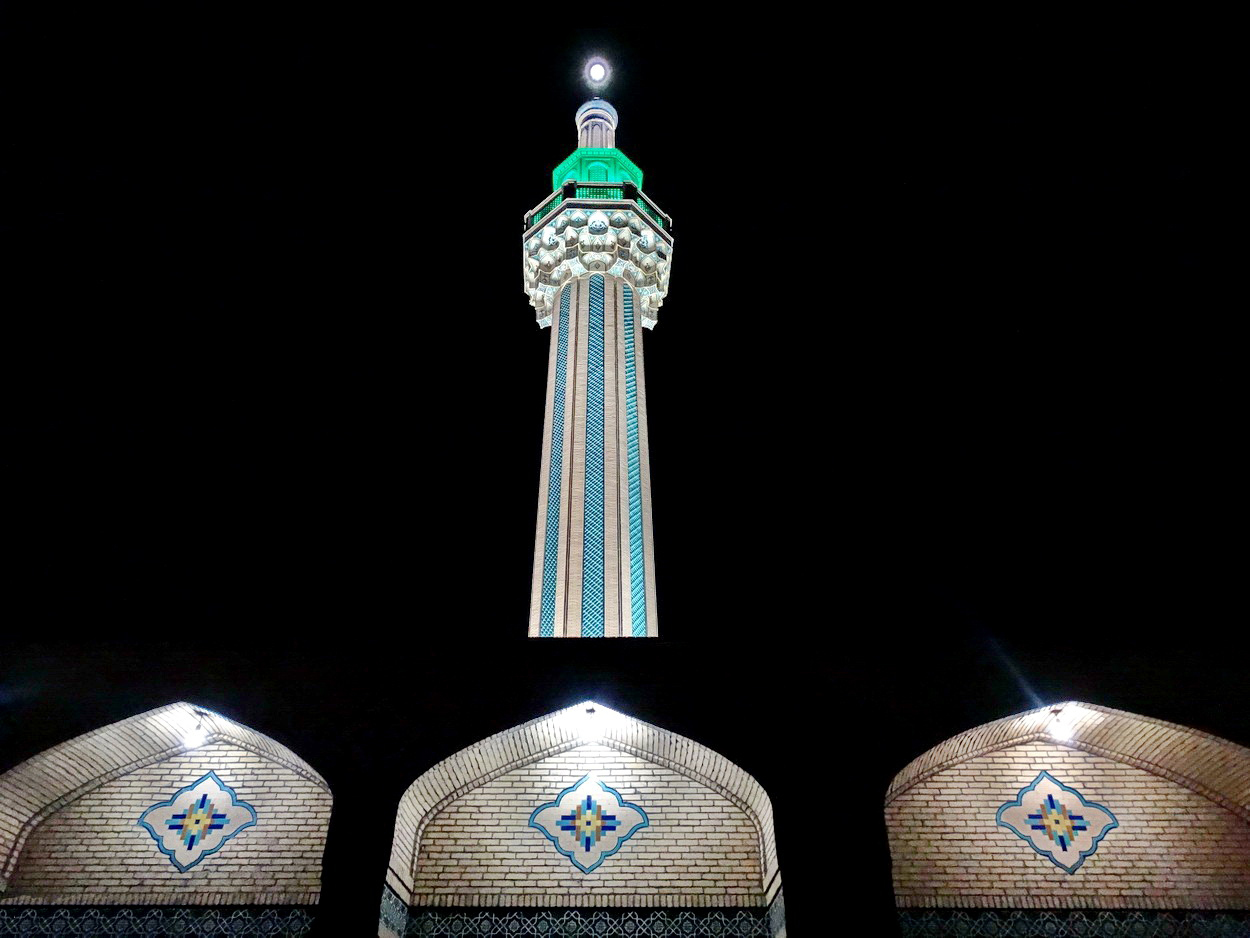
گلدسته حرم حسین بن موسی کاظم

این شهر در مدار ۳۳ درجه و ۳۵ دقیقهٔ شمالی و نصف‌النهار ۵۶ درجه و ۵۵ دقیقهٔ شرقی، در منطقه‌ای با آب و هوای بیابانی واقع شده است. ارتفاع شهر طبس از سطح دریا حدود ۶۹۰ متر است. در شرق شهر طبس رشته‌کوه بلندی به نام رشته کوه شتری قرار گرفته که ضلع شرقی چالهٔ بزرگ طبس را تشکیل می‌دهد.
شهرستان طبس ۵۵ هزار و ۴۶۰ کیلومتر مربع مساحت دارد.
همچنین فاصله این شهرستان با مشهد ۵۴۰ کیلومتر و با بیرجند ۲۷۰ کیلومتر است. نزدیک‌ترین شهرستان به طبس از طرف شرق، شهرستان بشرویه با ۱۲۰ کیلومتر فاصله و از طرف جنوب غرب یزد ۳۶۵ کیلومتر فاصله است.
معادن غنی زغال‌سنگ این شهرستان حاکی از وجود جنگل‌های انبوه و دریاچه‌های بزرگ در گذشته‌های دور در این منطقه می‌باشد. این معادن، طبس را در ردیف یکی از غنی‌ترین مناطق کشور به لحاظ ثروت ملی قرار داده است. البته زلزله طبس حدود ۳۰٬۰۰۰ تا ۵۰٬۰۰۰ کشته داشته که بزرگ‌ترین زمین‌لرزهٔ ایران بوده است و این شهر بسیاری از جمعیت خود را در زلزله از دست داده است.

## جمعیت
بر پایه سرشماری عمومی نفوس و مسکن در سال ۱۳۹۵ جمعیت این شهر ۳۹٬۶۷۶ نفر (در ۱۱٬۸۷۶ خانوار) بوده است.

## نام‌گذاری
در سفرنامه ناصرخسرو نام این شهر به صورت «طبس گیلکی» آمده است همچنین نام «طبس التمر» برای آن در تاریخ ثبت شده است.

## پیشینه

### دورهٔ عیلامی
طبس در دورهٔ عیلامی مرزبان‌نشین تابع ایالت امیرنشین پارت (خراسان کبیر) بوده است. براساس مستنداتی که هرودوت تاریخ‌نویس، ارائه نموده و به نقل از جلد اول کتاب سرزمین خورشید، ترجمهٔ ذبیح‌الله منصوری، بطنوخ إبن نصیرا از جمله حاکمان اسمی و صاحب کمال بوده که در طبس می‌زیسته و به عنوان ناپدری بخت نصر حاکم امارت عیلام وی را در همین منطقه تا سن شانزده سالگی تربیت و بزرگ نمود.

### دورهٔ سلوکی
در زمان سلوکیان طبس از نفوذ فرهنگی و یورش نظامی آن‌ها بدور ماند و در عین حال به پادگان بزرگ نظامی ایزد خواست (یزد) باج (مالیات) می‌داد.

### دورهٔ اشکانی
در دورهٔ اشکانیان طبس پادگان نظامی مهم مرزهای غربی آنان محسوب می‌شد و گاهی دست به‌دست می‌شده است.

### دورهٔ ساسانی
یزدگرد سوم آخرین امپراتور ساسانی در گریز به سمت مرو چند ماه در طبس اقامت داشت.
در تمام طول این مدت طبس به عنوان پل ارتباطی شرق-شمال شرق با غرب بوده، یعنی راه مهم و سوق‌الجیشی عیلام و هجمتانه و سس و بین‌النهرین به طوس از طبس می‌گذشته و راهدارها در رباط‌ها و چاپارخانه‌های بسیاری در مسیر آن احداث شده بود که بقایای برخی موجوداست.

### دوران خلافت اسلامی

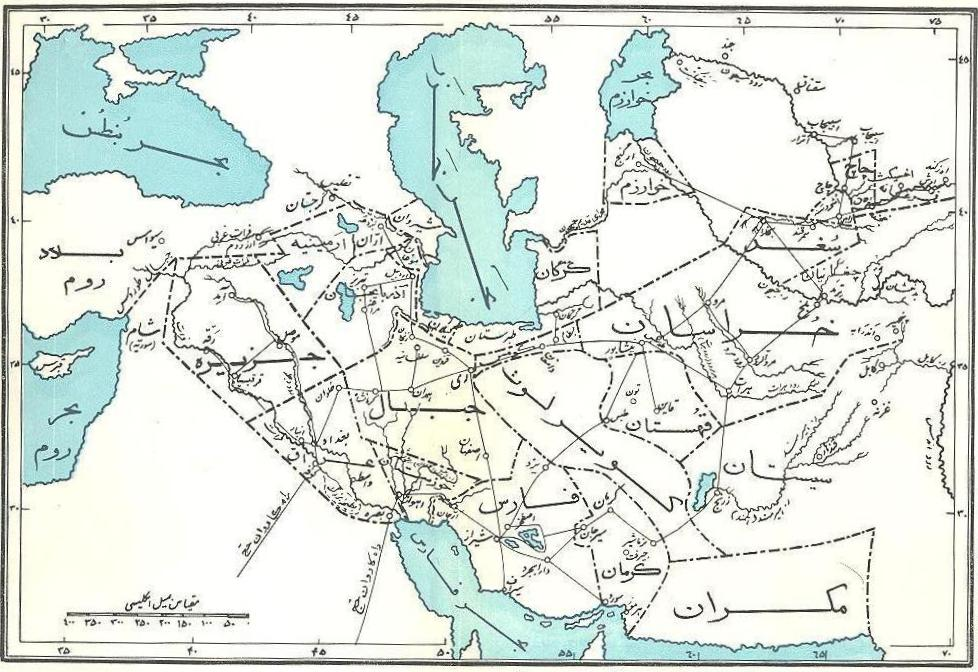
موقعیت سه شهر طبس، تون (فردوس) و قاین در نقشهٔ ایران در عصر خلفای عباسی برگرفته از کتاب جغرافیای تاریخی سرزمین‌های خلافت شرقی

در سال‌های ۲۹ هجری قمری سپاه اعراب مسلمانان به فرماندهی عبدالله بن بدیل خزاعی از شمال غرب طبس وارد و قلعهٔ چارده (جوخواه امروز) را متصرف شدند و آماده نبرد با سپاه طبس می‌شدند. مردم طبس صلح خواستند و با ۶۰٬۰۰۰ درهم خراج سالیانه صلح گردید. این فتح موجب مسرت فراوان عمر بن خطاب، خلیفهٔ دوم شد و دولت ارشد طبس را به عنوان مطلع الفجر و دروازهٔ خراسان نامیدند.
در زمان خلافت علی بن ابی طالب مردم طبس به اسلام گرویدند و علی ابن ابیطالب خراج را به آنان بخشید. در زمان حکومت امویان و مروانیان وضع به همین منوال سپری شد. کویر سوزان و صعب العبور مرکزی یک مانع طبیعی و سخت برای عبور دادن لشکر و تجهیزات محسوب می‌شد.
 ناصر خسرو در سفرنامهٔ خود این شهر را طبس گیلکی خوانده است و از حکومت گیلکی ابن محمد به عظمت یاد کرده و از وجود امنیت بسیار و رعایت دقیق احکام شرعی و دین کلام به میان آوردند.

### دورهٔ اسماعیلیان
طبس در دورهٔ اسماعیلیان یکی از مراکز مهم اسماعیلیان خراسان بود. اسماعیلیان بر طبس استیلا یافته و قلاع محکمی در کوه‌های طبس ساختند.

### دورهٔ تیموریان
با استیلای تیموریان طبس تابع حراست بوده و سپس با ضعف آن نظام ازبک‌های مهاجم چندین‌بار به طبس یورش آورده و دختران و پسران بسیاری را به قتل رساندند؛ زیرا در برابر برده شدن و انتقال آن‌ها به ماوراءالنهر مقاومت کردند.

### دورهٔ مغول
طبس از حملهٔ مغول آسیبی ندید و پذیرای مهاجران بسیار بوده است.

### دورهٔ زندیه
خیابان گلشن در پایان دورهٔ زندیان و هنگامی که لطف‌علی خان زند به طبس می‌آید و به پیشنهاد او تأسیس شد.

### دورهٔ قاجاریه

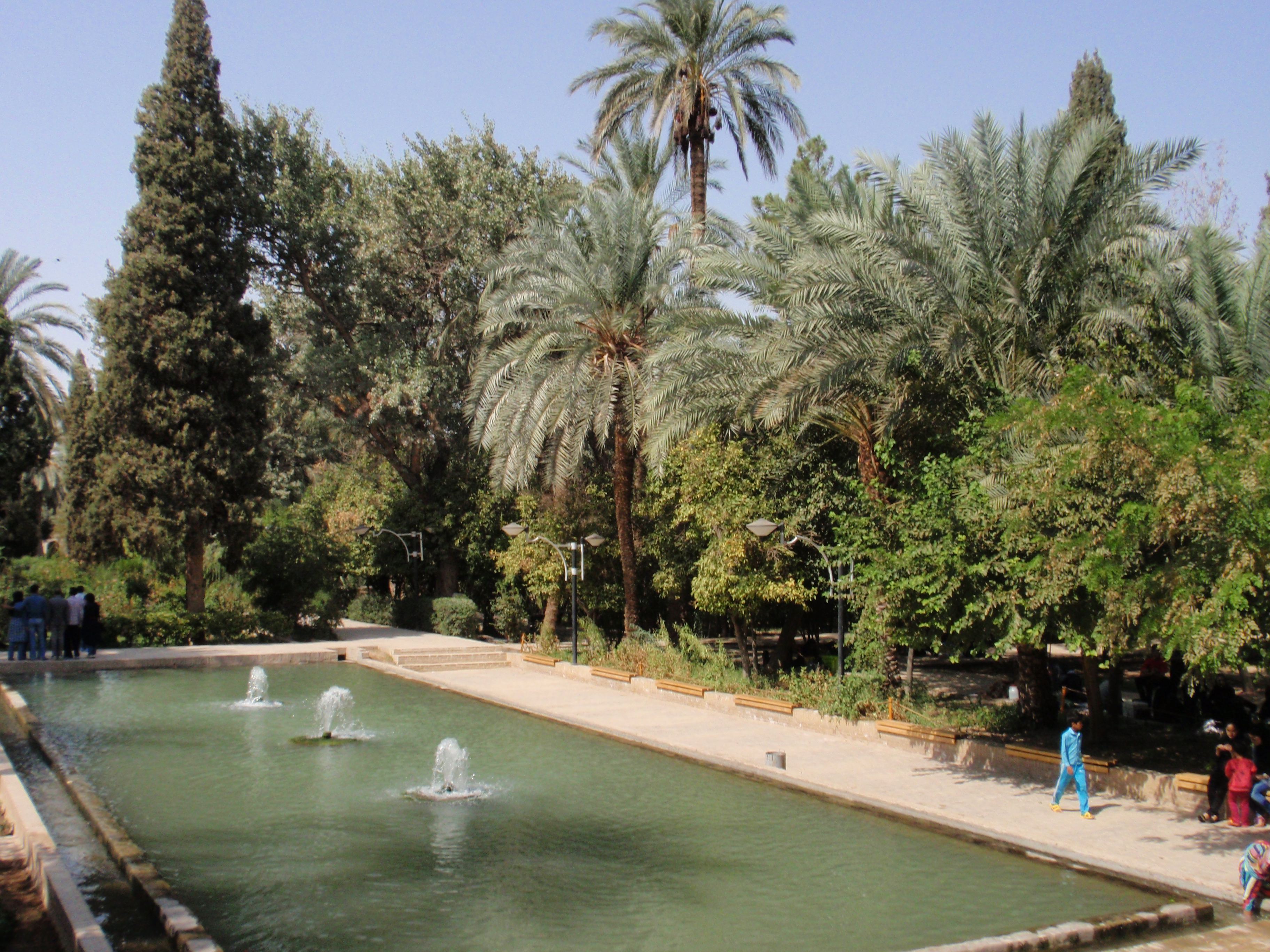
نمایی از درون باغ گلشن طبس

در دورهٔ قاجاریه امرای عرب شیبانی بر طبس حکومت می‌کردند. در میان امرای شیبانی امیرحسن خان در عمران و آبادی طبس بسیار کوشید. تالار آیینه نشان، عمارات باشکوه و منبت کاری، استخرهای آب باشکوه با نوارهای هندی، احداث آب انبارها، احداث حمام‌های بزرگ و تمیز و مساجد و تکایا و … از اقدامات وی و دولت یا اعقاب اوست.

### دورهٔ پهلوی
در دورهٔ معاصر که رضا شاه پهلوی (۱۳۲۰–۱۳۰۴) به قلع و قمع حاکم‌های خودخوانده محلی پرداخت، حکومت بنی‌شیبان در طبس نیز منقرض گشت.
آب طبس از یک‌پارچه شدن چشمه‌های پرشماری که از راه یک قنات به این شهر آورده می‌شوند و در جایی به نام «فره‌ونگ» از زیر زمین بیرون می‌آیند تأمین می‌شود. این آب در راه خود به خاطر شیب طبیعی زمین چند آسیاب را نیز به راه می‌اندازد. این آب در قدیم پس از آبیاری و گذر از باغ گلشن، وارد شهر شده و باغ‌های و محله‌ها را آبیاری می‌کند و آب‌انبارها را پر از آب می‌نماید.
دور بودن شهر طبس از شهرهای حاصل‌خیز و سختی راه کویر، جابه‌جایی هرگونه کالای فاسدشدنی به طبس را ناممکن می‌نمود و بنابراین مردم طبس میوه و سبزی خود را در محل تولید می‌کردند. فراورده‌های صادراتی این شهر را نیز فراورده‌های خشک و فاسدنشدنی مانند گندم و غله بوده است. در برخی نقاط پیرامون طبس حتی برنج نیز به عمل می‌آید و برنج‌زارهایی در آن‌جا وجود دارد.

## جاذبه‌های گردشگری

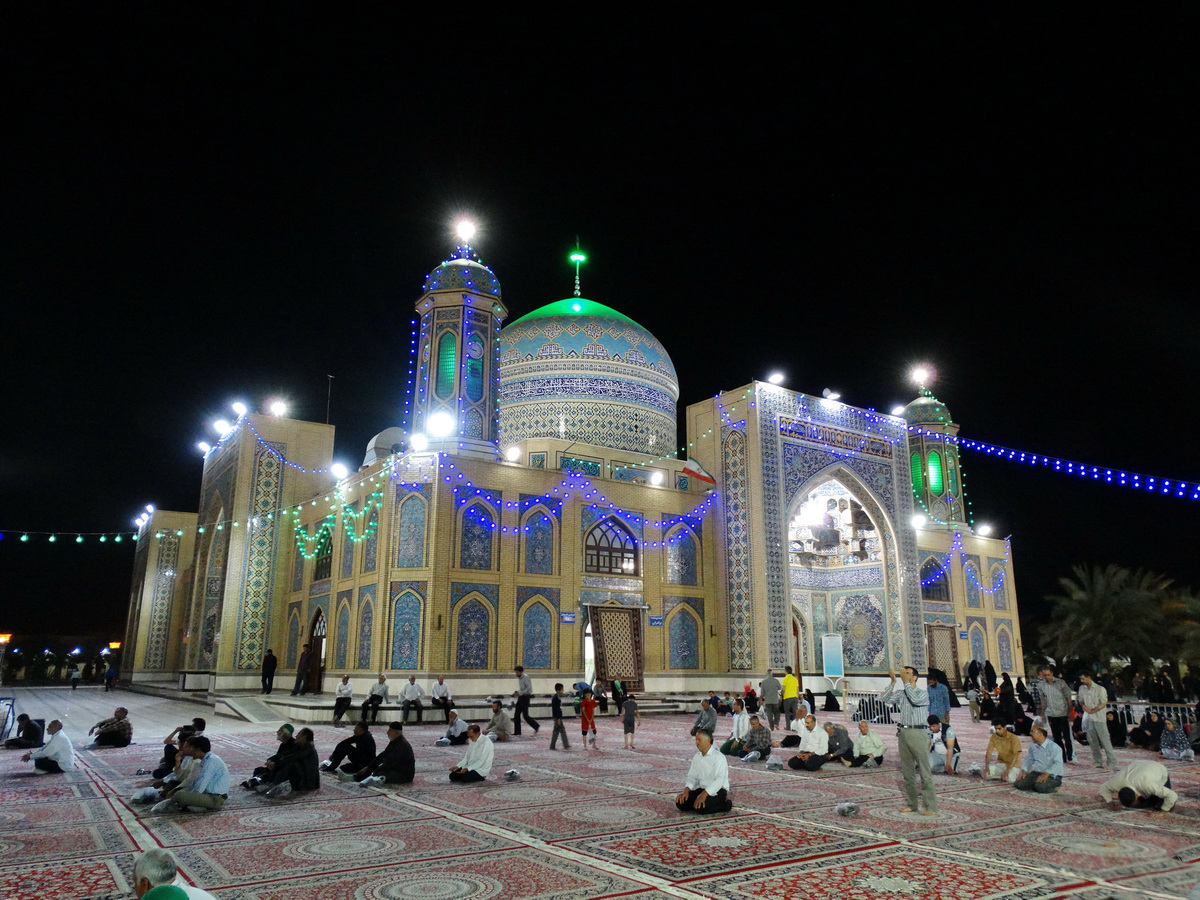
بارگاه ملکوتی برادر امام رضا (ع، حسین ابن موسی الکاظم.

طبس به واسطه جاذبه‌های تاریخی، طبیعی و زیارتی فراوان، سالانه گردشگران زیادی را از سراسر ایران به سوی خود جذب می‌کند
جالب است بدانید این جاذبه‌ها به قدری متنوع و اعجاب‌انگیز است که سبب شده طبس را «عروس شهرهای کویری ایران» بنامند
همچنین این شهر به واسطه حضور بارگاه ملکوتی برادر امام رضا (ع، حسین ابن موسی الکاظم به عنوان چهارمین شهر
زیارتی ایران شناخته می‌شود.
در زیر چند نمونه از این جاذبه مورد بررسی قرار گرفته‌اند:

### امامزاده حسین ابن موسی کاظم
یکی از اماکن متبرکه و تاریخی در طبس، آستان امام‌زاده حسین بن موسی الکاظم (ع است که در میان مردم این شهر، جایگاهی ویژه دارد. تاریخ‌نگاران، ایشان را فرزند امام موسی کاظم (ع و برادر امام رضا (ع می‌دانند.
امکانات خدماتی و رفاهی مناسب این مکان مقدس سبب شده تا در طول سال مسافران زیادی در این مکان توقف داشته و در کنار زیارت بارگاه امامزاده حسین ابن موسی الکاظم به استراحت بپردازند.
نام این بنا در سال ۱۳۱۸ در فهرست آثار ملی ایران ثبت شده است. متأسفانه بنای اصلی این بقعه متبرکه در زلزله سال ۱۳۵۷ به صورت کلی ویران شد و پس از آن، آستان قدس رضوی آن را بازسازی کرد

### باغ گلشن
باغ گلشن نمونه‌ای از یادگارهای به‌جامانده از دوره زندیه و از معروف‌ترین جاهای دیدنی استان خراسان جنوبی است که در تاریخ بیستم دی‌ماه سال ۱۳۵۵ به شماره ۱۳۱۰ در فهرست آثار ملی ایران به ثبت رسید. این باغ پوشش گیاهی متنوعی دارد که در منطقه‌ای کویری کمی عجیب به نظر می‌رسد؛ به‌خصوص که از گیاهان سردسیر تا گرمسیر در آن به چشم می‌خورد. ساختمان باغ در زلزله سال ۱۳۵۷ تا میزان زیادی از بین رفت و ساختمان امروزی بازسازی عمارت قدیمی است. باغ گلشن طبس به‌دلیل قرارگیری در خیابان تاریخی گلشن، به این نام مشهور شده است.

### ارگ تاریخی طبس
کهن دژ یا ارگ طبس که در این شهر کویری بنایی تاریخی محسوب می‌شود بر اساس نوشته‌های محققان تاریخ گذشته و اشاره‌های مورخان سده‌های آغازین اسلام از جمله بلاذری قدمت این اثر را بیشتر از ۱۰۰۰ سال قبل دانسته‌اند. در بسیاری از متون تاریخی از جمله همین کتاب بلذری به نام فتوح البلدان که در قرن سوم هجری قمری نگارش آن انجام شده به دژ طبس یا ارگ طبس و حصار آن اشاره شده، همچنین چنان‌که گفتیم حضور ناصر خسرو شاعر ایرانی قرن پنجم هجری قمری که به مدت هفده شبانه روز میهمان امیر گیلکی بن محمد در این ارگ بوده تردیدی در قدمت این مکان باقی نمی‌گذارد.
ناصر خسرو در سفرنامهٔ معروفش ضمن توصیف طبس به وجود ارگ در این شهر اشاره کرده است. ارگ تاریخی طبس در طی تاریخ و در ادوار مختلف از گزند آسیب‌ها و حوادث طبیعی بی نصیب نمانده و خسارات زیادی دیده است اما بارها مرمت و بازسازی شده است از جمله یک بار در سال ۱۲۱۶ هجری قمری یکی از مرمت‌ها انجام شده و تا چندین سال پیش سنگ نوشته‌ای بر سردر ارگ وجود داشته که در آن نام ارگ کهن بوده است. میر حسن خان در این سال ارگ را توسعه داده این بنا دارای ۶ برج بوده که یکی از برج‌ها به برج نادر میرزا معروف گشت.

### خرو
روستای ییلاقی خرو در ۲۲ کیلومتری شرق طبس و در میان رشته کوه‌ها ی شتری قرار دارد از جمله ویژگی‌های منحصر به فرد این روستا می‌توان به باغ‌ها ی سرسبز و پلکانی آن اشاره کرد که به سبب آب و هوای مناسب و خاک حاصلخیز محصولاتی همچون آلو، زرد آلو، گردو، خرمالو، گیلاس، انجیر و … در باغات آن به عمل می‌آید
روستای خرو به واسطه نزدیکی به طبس و امکانات تفریحی و اقامتی مناسب و طبیعت کوهستانی و دلنشینی که دارد همواره پذیرای مردم طبس و مسافران به خصوص در روزهای تعطیل و ایام نوروز است.

### آبگرم معدنی مرتضی علی
چشمه مرتضی علی در شرق شهرستان طبس قرار دارد و شامل مجموعه‌ای از چندین چشمه است که از دامنه‌های جنوبی کوه کش سیاه به‌سمت غرب جریان دارد. این چشمه یکی از معروف‌ترین جاهای دیدنی طبس است که به‌دلیل خاصیت درمانی‌اش، طرفداران زیادی بین گردشگران دارد؛ اما این همه ماجرا نیست و وجود چشمه‌های آب گرم و سردی که به موازات هم در یک دره قرار گرفته‌اند، پدیده‌ای اعجاب‌انگیز خلق کرده که نظیرش را در کمتر جایی خواهید دید.
جالب‌تر اینکه بلندترین سد قوسی جهان در انتهای مسیر چشمه مرتضی علی واقع شده که همین موضوع بر شهرت آن افزوده است. اگر گذرتان به این چشمه بیفتد، حتماً شاهد قبرهای بسیار قدیمی در دیواره‌های تنگه خواهید بود که به زرتشتی‌ها تعلق دارد.

### ازمیغان
روستای ازمیغان در ارتفاع ۱٬۰۰۰ متری از سطح دریا قرار دارد و آب‌وهوای فوق‌العاده آن به‌دلیل وجود همین ویژگی است. روستای کوهپایه‌ای و کم‌عمق ازمیغان، رودخانه‌های خروشان و پرآبی در دل طبیعت کویری خود دارد. این روستا با وجود رودخانه‌هایی پرآب، از دو نوع آب‌وهوای گرم و مرطوب و گرم و خشک برخوردار است.
خاک روستای ازمیغان حاصل‌خیز است. وجود رودخانه‌ها و حاصل‌خیزی خاک سبب کشت شالیزارهای برنج و پرورش باغ‌های میوه در آب و هوای کویری و گرم روستا می‌شود. شاهکار طبیعت در روستای زیبا و خوش آب و هوای ازمیغان کنار شالیزارهای برنج نمایان است

### کال جنی (دره جن‌ها)
همیشه کشف وقایع مرموز و اسرارآمیز برای انسان‌ها جالب بوده است و همین موضوع باعث شده تا گاهی دردسرهای بزرگی برای خود به‌وجود بیاورد. یکی از اسرارآمیزترین جاذبه‌هایی که در ایران وجود دارد و علاقمندان بسیاری را سالانه به سمت خود جذب می‌کند کال جنی است؛ دره ای بسیار قدیمی که با در نزد بومیان به دره جن‌ها شهرت دارد
کال جنی دره ای بسیار قدیمی در استان خراسان جنوبی (شهر طبس) است که از دوره ساسانیان تاکنون در این مرز و بوم باقی مانده است. کال اصطلاحی است که به دره یا مسیر ایجاده شده توسط سیلاب‌ها گفته می‌شود. این دره پر رمز و راز در شمال شهر طبس و در اطراف روستایی ازمیغان در امتداد خروجی قناتی در نزدیکی آن واقع شده است. یک درهٔ خاموش، سرد و پر از آب که در دل پهنه ای داغ و تب دار قرار دارد. از نظر بومیان این منطقه با تمامی اراضی دیگر فرق دارد و دلیل هم آب روانی است که در آن وجود دارد. حوضچه‌هایی با عمق ۱٫۵ متر که برای آب‌تنی در روزهای گرم تابستان یک گزینه بی نقص است

### جنگل سنو
اگر فکر می‌کنید در محیط کویری و هوای گرم طبس نمی‌توان هیچ جنگلی را پیدا کرد، سخت در اشتباهید! جنگل سنو در فاصله ۲۴ کیلومتری این شهرستان و مناطق کوهستانی آن واقع شده و با داشتن ۸۰۰ گونه گیاهی مختلف، یکی از محبوب‌ترین جاهای دیدنی طبس محسوب می‌شود.
در این منطقه، به خاطر کم‌آبی، خبری از گیاهان سرسبز و رنگارنگ نیست، اما درختانی همچون گز، طاق و اسفناج وحشی از طوفان شن جلوگیری می‌کنند.

### کویر حلوان (زیبای خفته)
حلوان، کویری پوشیده از ریگزار و مثلثی‌شکل است که رأس آن در جهت شرق قرار دارد. این کویر در حاشیهٔ ریگزار باتلاق‌های نمکی و رسی کویر مرکزی و دریاچهٔ نمک خور واقع شده است. فاصلهٔ شمال به جنوب ریگزار در بیشترین حالت ۴۰ کیلومتر و فاصله شرق به غرب آن در قسمت‌های مرکزی حدود ۱۴ کیلومتر و در نواحی شمالی، پنج کیلومتر است. ریگزار حلوان، گستره‌ای شمالی جنوبی دارد و بیشترین ارتفاع تپه‌های حلوان را می‌توان در نواحی شرقی آن جستجو کرد. ارتفاع این تپه‌های ماسه‌ای از کف دشت حدود ۸۰ متر است و به‌سمت غرب کاهش پیدا می‌کند.
از زیبایی‌های کویر حلوان می‌توان به تلاقی تپه‌های ماسه‌ای و ارتفاعات عاشقان اشاره کرد که در نواحی جنوب شرقی شکل گرفته و صحنهٔ دیدنی‌ای از پیوند ماسه و کوه ایجاد کرده است. همچنین در این نواحی در محل تلاقی کوه و ریگ دره‌ها، گذرگاه‌های زیبایی پدید آمده‌اند که در نوع خود در ایران کم‌نظیر هستند.
از تفریحات مفرح در این منطقه می‌توان به کویر نوردی، شتر سواری، رصد ستارگان، حمام شن، پیاده‌روی روی رمل‌های شنی، آفرودسواری، موتورهای چهارچرخ، کمپینگ و … اشاره کرد که به سبب آن سالانه گردشگران زیادی را به سوی خود جذب می‌کند

### رودخانه نمک طبس
یکی دیگر از جاذبه‌های طبس، رودخانه نمک آن یا همان «کال طبس» است که نمونه آن را در کمتر جایی می‌توان پیدا کرد. این پدیده خاص که در ۲۰ کیلومتری شمال غرب شهر طبس و ۸ کیلومتری روستای محمدآباد واقع شده، جلوه‌ای متفاوت از طبیعت طبس را به تصویر می‌کشد.
در رودخانه نمک طبس تا چشم کار می‌کند فقط گلوله‌های تخم‌مرغی‌شکل نمک با آرایشی بسیار دیده می‌شود که بی‌شک هیچ‌گاه آن رااز یاد نخواهید برد. جالب است بدانید پیش از استفاده از نمک‌های یددار، نمک کال طبس در سفره‌های مردم این شهر پیدا می‌شد.

### آبشارتفتو
آبشار تفتو در ۵ کیلومتری روستای اصفهک و در فاصله ۳۵ کیلومتری شهر طبس در دره‌ای منتهی به پایین دست سدکریت قرار دارد. برای رسیدن به آبشار، پلی فلزی ساخته شده که صعب العبور بودن این مسیر را برای همگان هموار ساخته است.
پشت آبشار حفره‌ایی قرار گرفته که قندیل‌های آهکی در آن وجود دارد و منظره زیبایی را ایجاد کرده‌اند. در دره‌ایی که آبشار در آن قرار گرفته گونه‌هایی از حیوانات مانند سوسمارها به چشم می‌خورند. در طول مسیر، حوضچه‌های آب وجود دارد که باید مراقب آنها بود، همچنین به دلیل وجود علفزار و نیزارهای خشک از روشن کردن آتش باید خودداری کرد.

### نایبند (ماسوله کویر)
روستای نایبند در دامنهٔ کوهستان و مشرف بر کویر لوت در جنوب شهرستان طبس و با نزدیک‌ترین فاصله از شهر دیهوک نیز قرار گرفته است. روستایی در دل کویر که وقتی به آن وارد می‌شوید باورتان نمی‌شود، اینجا کویر باشد، کشتزارهای گندم و جو، نخلستان‌های زیبا و باغ‌های مرکبات جلوه گری زیبایی دارد و مناظری بکر آفریده است. روستای نایبند در طبس جز روستاهای پلکانی کشورمان قرار گرفته و عنوان ماسوله کویری را به خود اختصاص داده است. این روستا همچون جزیره ای سبز در میان کویر به نظر می‌رسد و جلوه ای شگفت‌انگیز دارد. قدمت روستای نایبند در طبس به قرون اولیه تاریخ اسلام بر می‌گردد البته این منطق را بر اساس وجود حفره‌ها و غارهایی که در دل کوه‌های وجود دارد می‌گویند
وجود چشمه آبگرم معدنی دیگ رستم در نزدیکی این روستا جذابیت این منطقه را دو چندان کرده و مقصدی مناسب برای مسافرانی است از خستگی راه درمانده شده‌اند.

## ژئوپارک طبس در مسیر جهانی شدن

### ژئوپارک چیست؟
ژئوپارک را می‌توان معادل «پارک زمین‌شناسی» دانست و در تعریف، آن‌ها را مناطقی نامید که دارای پدیده‌های زمین‌شناسی منحصر به فردی هستند که بخشی از سرگذشت کره زمین را می‌توان در آن‌ها مشاهده کرد. البته مفهوم ژئوپارک فراتر از یک جاذبه یا یک منطقه زمین‌شناسی مهم است. چرا که علاوه برداشتن اهمیت زمین شناختی، فرهنگی، باستانی و بوم‌شناسی، ژئوپارک‌ها
میراثی هستند که از فعالیت‌های بلند مدت طبیعی و انسانی باقی مانده‌اند و باید به صورت پایدار مراقبت و مدیریت شوند.

### ژئوپارک در ایران
ژئوپارک‌ها جاذبه‌هایی نیستند که به راحتی در هر جایی از جهان پیدا شوند یا به راحتی تحت این عنوان ثبت شوند. با استناد به یونسکو، تنها ۱۶۹ ژئوپارک در جهان وجود دارد که در ۴۴ کشور مختلف پخش شده‌اند. با این وجود ایران هم یکی از کشورهایی محسوب می‌شود که افتخار میزبانی این میراث زمینی را در خاکش دارد. در حال حاضر ژئوپارک قشم تنها ژئوپارک ثبت شده ایران و خاورمیانه در یونسکو است، اما خوشبختانه تلاش‌ها و زیرساخت‌های لازم جهت ثبت جهانی دو ژئوپارک دیگر طبس و ارس انجام شده و در آینده ای نزدیک شاهد ثبت این دو ژئوپارک در فهرست جهانی یونسکو خواهیم بود.

### ژئوپارک طبس
شهر باستانی طبس به عنوان یکی از بزرگ‌ترین ژئوپارک‌های ایران شناخته می‌شود. در طبس دست کم ۵۰ ژئوسایت وجود دارد که می‌تواند در قالب یک ژئوپارک بزرگ در یونسکو به ثبت برسد. در طبس به غیر از آثار تاریخی بی‌شماری که در طول تاریخ ایران بنا شده‌اند و اکنون با عنوان جاذبه‌های باستانی و فرهنگی شناخته می‌شوند، جاذبه‌های طبیعی بی‌مانندی چون دره جنی وجود دارد که طی سالیان دراز بر اثر فرسایش ایجاد شده از آب، جلوه منحصر به فردی پیدا کرده است

## شهر طبس یک شهر مذهبی
طبس پیشینه بسیار بزرگی در معرفی علما به سطح تراز اول کشور دارد و علمای این خطه برخی مربوط به قرن پنجم یا ششم هجری بوده و این یکی از نکاتی بسیار مورد اهمیت است به روایت محمّد رضا طبسی نجفی علمای شهز طبس به شرح ذیل است:
۱ – سلطان محمود بن غلام علی الطبسی: در امل الآمل می‌گوید: وی فاضل، فقیه، آشنا به (ادبیات) عربی، قاضی بوده است. از جمله آثار او کتاب مختصر شرح نهج البلاغه ابن ابی الحدید، اثبات الرجعه رساله ای در علم عروض بوده است. نوری او را از شاگردان مجلسی شمرده است. می‌گویم: این شخصیت از علمای شهر ما که شهری قدیمی است، می‌باشد. بسیاری از عالمان بزرگ و برجسته برای تحصیل علوم دینی به این شهر وارد شده‌اند. برخی مدارس علمیه طبس عبارتند از: مدرسه میرزا رفیع، مدرسه دو منار، مدرسه وسیع و گسترده به نام «حسینیه» و…
۲ – محمد ابراهیم بن محمد علی طبسی از شاگردان میرزا محمد بن عبد النبی اخباری.
۳ – محمد باقر طبسی. وی برادر علامه حجه فقیه مولی میرزا محمد ابراهیم طبسی بوده است. ‏
۴ – تاج الدین ابراهیم بن قصاع طبسی
۵ – محمّد صادق طبسی صاحب کتاب منهج السداد فی ترجمه نجاه العباد.
۶ – حیدر بن نعمه الله طبسی صاحب کتاب صحائف الاعمال به زبان فارسی.
۷ – حسن بن مولی سلطان محمد واعظ طبسی گلیکی زنده در سال ۱۲۸۷ه
۸ – محمد هادی طبسی صاحب کتاب مقتبس الاثر فی شرح الباب الحادی عشر. وی از شاگردان مجلسی و تقریباً تا سال ۱۱۲۱ق زنده بوده است.
۹ –، محمد بن حسن مشهدی طبسی مؤلّف کتاب مرشد الخواص. او در ۱۸ رجب ۱۲۲۳ ق از تألیف این کتاب فارغ شده است.
۱۰ – زین العابدین پدر جلیل محمد علی رئیس الاسلام
۱۱ – محمد رضا پدر علامه فقیه آقا محمد باقر میدانی.
۱۲ – عبد الواحد و فرزندش آقا میرزا محمد ابراهیم معروف به آقا میرزا. او بزرگ‌مردی فقیه، اصولی، محدّث، حکیم، قاضی، بسیار دلسوز و مهربان و کریم بود. او دارای چهار فرزند بود.
۱۳ – میرزا محمد علی مشهور به آقا بزرگ. او فقیه، اصولی، حکیم و محدّث بوده است.
۱۴ – آقا محمد رضا مشهور به آقا میانه. (م۱۳۷۶ق) وی نیز فقیه، حکیم، متکلّم، خطیب و بحّاث چیره‌دستی بوده است.
۱۵ – معروف به آقای مشارق.
۱۶ – ذبیح‌الله مشهور به آقای شیری.
۱۷ – موسی طبسی و فرزندش مؤمن صاحب کتاب مناهج العرفان.
۱۸ – محمد تقی طبسی از شاگردان جمال الدین خوانساری. صاحب کتاب ادعیه الاسابیع و ترجمه منهج الدعوات و ترجمه ادعیه الاسابیع بوده است. او این کتابها را به دستور شاه سلطان حسین صفوی ترجمه کرده است. همچنین وی حاشیه ای هم بر مدارک داشته است.
۱۹ – عبد علی طبسی صاحب کتاب االاسئله الطبسیه.
۲۰ – محمد علی بن محمد بن محمود بن مولانا علی طبسی صاحب کتاب تکمله زبده البیان. وی به سال ۱۰۸۴ق نگارش این کتاب را به پایان رسانیده است.
۲۱ – سید امیر حسین بن روح‌الله حسینی طبسی مشهور به صدر جهان. او در حیدر آباد سکنی گزید و در آنجا از دنیا رفت. نام کتابش ذخیره الجنّه فی اعمال السنه و الادعیه و الآداب است.
۲۲ – حسین طبسی
۲۳ – معین طبسی صاحب حاشیه بر شرح مطالع.
۲۴ – محمد رفیع بن عبد الواحد
۲۵ – احمد بن محمد طبسی سکاکی مترجم کتاب الدر النظیم فی خواص القرآن الکریم
۲۶ –محمد حسین طبسی. وی فقیهی وجیه، محور تقوا و علم و مجسمه فضل و حلم و از مراجع تقلید زمان خود، بوده است. او نزد اساتیدی چون حجت فقیه مولی میرزا محمد ابراهیم طبسی، مجدد (میرزای بزرگ) شیرازی، سید محمد اصفهانی و محمد کاظم خراسانی (آخوند خراسانی) تلمّذ کرده است. وی پس از وفات مجدد شیرازی به طبس بازگشت و لباس ریاست و مرجعیت را به تن نمود. عده بسیاری از اعلام از جمله محمد بن مولی علی اکبر طبسی نزد او تلمّذ و از محضرش استفاده کردند.
۲۷- سیدابراهیم مهاجریان مقدم
فرزند سید مهدی
شناسنامه شماره ۸۱
متولد پنجم مردادماه ۱۳۲۱هجری شمسی
محل تولد: روستای دشتغران از توابع شهرستان طبس
آخرین مسئولیت: امام جمعه شهر طبس
پدر ایشان روحانی و جدشان نیز روحانی و مورد وثوق مردم و علماء به‌خصوص میرزا ابوالحسن شیرازی بوده‌اند.
وی در سن ۱۲ سالگی به سال ۱۳۳۳در حوزه علمیه طبس تحصیلات مقدماتی علوم دینی را شروع و به فراگیری ادبیات عرب پرداخت و در سال ۱۳۳۵برای ادامه تحصیل به شهرستان فردوس عزیمت نمود.
در سال ۱۳۳۹ و در هیجده سالگی به منظور بهره‌وری از درس استادان بنام حوزه علمیه وارد مشهد مقدس شود و در مدرسه علمیه سلیمانیه از محضر اساتیدی چون: سیداحمد مدرس یزدی، یعقوب واعظی، هاشمی نژاد، استاد هاشمی (ادبیات)، فلسفی، مرتضوی و ادیب نیشابوری استفاده نموده،
ایشان در سال ۱۳۴۰ در سن ۱۹ سالگی در شهرهای: مشهد، گرگان، لرستان و کرمان تبلیغ را شروع نمود و همزمان با تبلیغ به فعالیت علیه رژیم ستم شاهی پرداخت و در خدمت شهید بزرگوار هاشمی نژاد در فعالیتهای سیاسی، تبلیغی، تکثیر و پخش اعلامیه سهیم و شریک بود به گونه ای که محلی را که بعداً به عنوان مدرسه علمیه حجت (عج در مشهد تأسیس نمود یکی از مراکز تکثیر اعلامیه‌ها علیه رژیم منحوس پهلوی به‌شمار می‌رفت.
در سال ۱۳۴۸ تدریس را در حوزه علمیه مشهد شروع نمود و در سال ۱۳۵۱ مدرسه علمیه ای به نام حجت (عجل ا… تعالی فرجه الشریف) تأسیس نمود و مدیریت و تدریس آن را عهده‌دار گردید.
در زلزله سال ۱۳۵۷طبس برای کمک به طبس راهی گردید.
پس از انقلاب ۱۳۵۷ با سخنرانی‌های خود در سطح شهرستان نقش فعالی داشت و در سال ۱۳۵۹به قائم مقامی کمیته انقلاب اسلامی از واعظ طبسی منصوب گردید و در دوران دفاع مقدس در چندین مرحله و حدود دو سال افتخار حضور در جبهه را داشت.
با اعطای مدرک پایه ۸ قضایی از سوی شورای عالی قضایی عهده‌دار منصب قضاوت شد و در دادگاه انقلاب اسلامی و کیفری ۱ و ۲ مشهد و مدیریت دادگستری کاشمر به‌مدت ۸ سال به قضاوت مشغول گردید.
در سال ۱۳۶۸ از سوی شورای سیاستگذاری ائمه جمعه کشور به امامت جمعه شهرستان طبس منصوب گردید و این مسئولیت تا کنون ادامه دارد.
سایر مسئولیتها و اقدامات صورت گرفته:
تأسیس و مدیریت مدرسه علمیه خواهران (مکتب الزهراء)
مدیریت حوزه علمیه امام جعفر صادق
احداث و تأسیس صندوق قرض الحسنه در مشهد و طبس بنام امام حسن مجتبی
تأسیس انجمن سادات شهرستان طبس و رسیدگی به وضع زندگی سادات
تأسیس مؤسسه خیریه الزهراء علیها السلام در طبس به‌منظور تحت پوشش قرار دادن افراد بی بضاعت
تأسیس خانه سالمندان
سفر تبلیغی به چین در سال ۱۳۷۴ در دهه عاشورا
روحانی کاروان از سال ۱۳۵۹حدود ۴۰ سفر
تشکیل ستاد امر بمعروف و نهی از منکر در سال ۵۷ در طبس

## زمین‌لرزهٔ طبس
زمین لرزه‌ای در تاریخ ۲۵ شهریور ۱۳۵۷ طبس را به کلی ویران نمود و حدود ۱۰٬۰۰۰ تن قربانی گرفت. آمار رسمی قربانیان این حادثه توسط مرکز آمار ایران ۷٬۶۷۶ نفر ذکر شده است. طبس در زمین‌لرزه به‌طور کامل نابود شد و پس از آن بازسازی‌هایی در آن انجام شد.

## سوغاتی‌های طبس
عصارهٔ علف هیزه، عصارهٔ آویشن، عصارهٔ کلپوره، روورکرده، قطاب، باقلوا، نان چایی، نان نخود و مرباهای بهار نارنج، پوست پرتغال؛ بالنگ؛ پوست پسته؛ نارنجوک و عرقیات گیاهان کوهی و محلی و سبزیجات معطر از سوغات طبس می‌باشد.
سینی‌های مسی که عمدتاً با طرح نخل و پلیکان و طرح‌های ظریف و مینیاتوری است، گلیم و فرش طبس در طرح‌های لچک ترنج، جوشقان، محرابی، دسته گلی، گنبدی، کف ساده، قاب قابی درختی، افشان و خشتی بافته می‌شود و بافته‌های حصیری از برگ‌های نخل؛ از دیگر صنایع دستی و سوغات طبس محسوب می‌شود.
سایر سوغات شهرستان عبارتند از: (صیفی‌جات، پسته؛ گل نرگس، انواع گیاهان داروئی، شیره با ارزش آنغوزه، نارنج-، لیمو شیرین، پرتقال، نارنگی) خرما، خرمالو با عطر و طعم خاص و منحصر بفرد، پسته، بهار نارنج، زعفران، زیره سیاه، عسل خاص و طبیعی طبس، خاکشیر، انواع مربا: (مربای بهار نارنج، مربای نارنجوک (نارنج نارس و کوچک)، مربای بالنگ، مربای پوست پسته، مربای خرما و انجیر، مربای گوجه فرنگی، نان: نون قرص (نان دایره‌ای شکل و خاص شهرستان)، تفتون (نان محلی)

## ذخایر معدنی طبس
شهرستان طبس تنها شهرستانی است که اکثر مواد معدنی در آن یافت می‌شود و معادن بزرگی چه از نظر ذخیره و چه از نظر تکنولوژی استخراج و چه از نظر قدمت در این شهرستان عظیم واقع شده است. از بزرگ‌ترین معادن شهرستان می‌توان معادن زغالسنگ طبس که ۷۶ در صد ذخایر زغالسنگ ایران را تشکیل می‌دهد، معدن سنگ آهن سه چاهون، معدن سرب و روی کوشک، معدن فلورین کمر مهدی طبس و . . . می‌توان نام برد. با توجه به شرایط خاص زمین‌شناسی ناحیه طبس که پیشتر به آن اشاره شد طیف وسیعی از مواد معدنی در آن تشکیل شده که بسیاری از آنها به‌صورت معدن فعال در حال استخراج و بهره‌برداری بوده و بسیاری دیگر در مراحل اولیه بوده و هنوز بسیاری دیگر حتی کشف هم نشده است. شهرستان طبس دارای تنوع مواد معدنی زیادی می‌باشد به‌طوری که در این شهرستان بیش از ۲۰۰ نوع ماده معدنی تاکنون کشف شده است که بسیاری از آنها در حال بهره‌برداری یا اکتشاف می‌باشند
علاوه بر این معادن فعال شهرستان می‌توان به نمونه‌هایی فراوان از معادن خاک نسوز در منطقه کلمرد و رباط خان، معادن بنتونیت، معدن سولفات سدیم عشق آباد، معدن فلورین کمر مهدی (که از بی نظیرترین و خالصترین معادن فلورین خاورمیانه بوده و محصولات آن به اروپا نیز صادر می‌شود)، معدن باریت کریستالین، معدن منگنز و معدن گچ را نام برد. بر روی نمونه‌هایی از عقیق و بلوردان (ژئود) در منطقه نایبندان و دیهوک نبز مطالعاتی در حال انجام است

## جدایی از استان یزد و بازگشت به خراسان
طبس که پیش‌تر شهری در استان خراسان بود، در سال ۱۳۸۰ و همزمان با تقسیم استان خراسان بزرگ، به استان یزد ملحق شد؛ ولی چند سال پس از تقسیم استان خراسان، در زمستان سال ۱۳۹۱ به استان خراسان جنوبی ملحق شد.